# عجم (گروه موسیقی)
عجم (باند) یک گروه موسیقی ایرانی است که موسیقی نوین را با استفاده از عناصر موسیقی بومی ایرانی خلق می‌کند. در واقع تمرکز این پروژه بر روی موسیقیِ مردمی است.
عجم پروژه‌ای ست موسیقایی که از اوایل سال ۲۰۱۰ در شهر لندن تشکیل شده و سعی دارد با زبانی امروزی عرضِ ادبی کند به موسیقی‌های بومیِ ایران. تمرکز اصلی گروه عجم روی موسیقی‌های مردمی ست که عبارتند از موسیقی‌های ویژهٔ انجام کار، موسیقی‌های مراسم و آیین‌های گوناگون، موسیقی‌های اوقات فراغت و مناسبات اجتماعی و …. موسیقی گروه عجم تلاشی ست برای آشنا کردن شنوندهٔ امروزی با روحیهٔ حماسی و هیجان انگیز موسیقیِ بومی ایران در قالب‌های نوین. امید بر آن است که با استفاده از فرم‌ها و حالت‌هایی که از سبک‌های شناخته شدهٔ روز الهام گرفته، گوشِ شنوندهٔ غیر ایرانی هم به اصوات و الحان موسیقی ایرانی عادت کند.
قطعات این گروه عموماً از ارائهٔ بخش‌هایی از موسیقی بومی و پیدا کردن بعضی از مشترکاتِ آن سنت موسیقایی با موسیقی روز، شکل می‌گیرد. صوت آراییِ موسیقی عجم ملغمه‌ای ست پسا مدرن، که از اصوات سنتی، محلی و ایلاتی، تا اصوات کوبنده و لرزندهٔ موسیقیِ شهریِ روز تشکیل شده‌است. سبکِ خواندن در عجم، از فرم‌های موجود و متداول در فرهنگِ عام ایرانی الهام گرفته‌است؛ به خصوص فرم‌ها و شیوه‌های خواندن گفتاری و آوازی مانند: بحر طویل، نقالی، ضربی خوانی، برخی فرم‌های آوازیِ محلی و سنتی، نوروز خوانی، روایت خوانی، انواع داستان گویی، نمایش‌های طنز و روحوضی، انواع حالت‌های متعلق به موسیقی مذهبی و آیینی، و…. این سبک‌ها تا حدودی به عنوانِ جایگزین‌های بومی، برای فرم‌های بیگانهٔ رایج در موسیقی امروز در نظر گرفته شده‌است. شیوه اجرای عجم ریشه در انواع نمایش‌های مردمی مانند پرده خوانی، معرکه‌گیری، نقالی و تعزیه خوانی، و… دارد.

## خانوادهٔ عجم
عجم از چهار عضو اصلی که به عنوان «خانواده عجم» شناخته می‌شوند و چند عضو فرعی از نوازندگان ایرانی که در ضبط‌ها و کنسرت‌ها به گروه کمک می‌کنند، تشکیل شده‌است.
عجم ماحصل فکری (ایده‌های) امین محمد فولادی (امین عجمی) است و اعضای اصلی گروه را آرش فیاضی، نریمان اکرمی و سارا فطرس تشکیل می‌دهند. امین عجمی آهنگساز و ترانه‌سرای اصلی گروه است که چینش و فرم دهی اولیه و خلق ملودی‌های اکثر قطعات را نیز انجام می‌دهد. آرش فیاضی عهده‌دار تنظیم بخش‌های ملودیک و خالق برخی از قطعات، بخصوص قطعات بی کلام، می‌باشد و گاهی در بسط و گسترش اشعار و کلام عجم را یاری می‌کند. نریمان اکرمی تهیه‌کننده (تهیه‌کننده موسیقایی) اکثر قطعات موجود عجم است که عموماً در پیشبرد تنظیم‌ها همکاری می‌کند و تخصص و تمرکزش بر بخش اصوات الکترونیک، درامز و چینش بخش‌های کوبه‌ای می‌باشد. سارا فطرس نوازنده سازهای کوبه‌ای ایرانی است که در تنظیم و تدوین ادوات کوب‌های ایرانی عجم را یاری می‌کند.
خانواده عجم شامل اعضای دیگری نیز بوده‌است؛ پرهام بهادران (یکی از اولین اعضای گروه عجم)، زرتشت صفری و همچنین شهره خاتون. سعیدی نقدی، نوازنده درامز و گیتار بیس، از دیگر اعضای خانواده عجم است که عجم را در چندین اجرا همراهی کرده
یکی از جوانترین اعضای خانواده عجم «آرسام بابایی» است که ار دوستان قدیمی گروه عجم بوده و عجم را با نوازندگی سازهای کششی و پرکاشن در چندین قطعه همراهی کرده‌است.
خانواده عجم پذیرای هنرمندان مهمان نیز بوده که با حضورشان در کارهای عجم، رنگ خاصی از موسیقی نواحی خود را به آن قطعه بخشیدهاند. از اولین مهمانان عجم می‌توان «عرفان شاهو» (خواننده بخش کردی در قطعه خزان) و «میرکاظم جعفری» (خواننده الحان کوهپایهٔ البرز در قطعات حسین خان و شهمیرزادی) را نام برد.
مهمانان اخیر عجم «مهدی بوستانی» و «طناز زند» بوده‌اند که حاصل همکاری این خوانندگان قطعه «در و از کن» بوده‌است. بدون شک برجستهترین همکاری عجم با «جمال محمدی» و گروه موسیقی کایر در تهیه و ضبط یکی از قطعات آلبوم «رگ و ریشه» می‌باشد که آواز این قطعه توسط استاد برجسته و میراث‌دار موسیقی مازندران، «استاد ابوالحسن خوشرو» اجرا گردید.
پری فولادی نیز در برخی اهنگها کمک کرده است.
خلاصه

### اعضای گروه
‎امین محمد فولادی (امین عجمی): آهنگساز، شاعر/ترانه‌سرا، تهیه‌کننده، خواننده، نوازنده
پرهام بهادران: ترانه‌سرا، تنظیم‌کننده، خواننده، نوازنده
‎آرش فیاضی: تنظیم‌کننده، سراینده اشعار، خواننده، نوازنده
‎نریمان اکرمی: تنظیم‌کننده، تهیه‌کننده، پرکاشن
‎سارا فطرس: نوازنده سازهای کوبهای، تنظیم ادوات کوبه ای

### خانواده عجم
‎زرتشت صفری: نوازنده سازهای بادی، همخوان
‎شهره خاتون: نوازنده کیبورد، همخوان
‎سعید نقدی: گیتار بیس، درامز
‎آرسام بابایی: سازهای کششی، پرکاشن

### مهمانان عجم
عرفان شاهو: خواننده، نوازندهٔ تنبور
کاوه سروریان: نی، تنبک
‎میرکاظم جعفری: خواننده
‎مهدی بوستانی: خواننده
سروش عمومی: درامز و پرکاشن
‎طناز زند: خواننده

## دیسکوگرافی

### آلبوم‌ها
- رقص مردونه (۲۰۱۰) انتشار با هزینه شخصی در لندن و نیز فروش آنلاین از طریق iTunes و Amazon
- رگ و ریشه (۲۰۱۶) انتشار و توزیع در ایران مؤسسه هنری نغمه هفت اقلیم

### تک‌آهنگ‌ها
- نوروزخوانی (۲۰۱۱)
- بشکن (۲۰۱۱)
- شهمیرزادی (۲۰۱۲)
- اومدم (۲۰۱۳)
- بایرام (۲۰۱۴)
- در و از کن (۲۰۱۵)

## سبک «رگ و ریشه»
گروه عجم از ابتدای شکل‌گیری همواره برای ایجاد و ثبت سبکی نوین در موسیقی ایرانی که از موسیقی بومی ایران ریشه می‌گیرد، تلاش کرده. سبکی که عجم تلاش کرده به وجود آورد به «موسیقی مردمی» نزدیکی بیشتری دارد تا موسیقی هنری و سعی شده سبکی ایجاد کند با ریشه‌های محلی و فرمی شهری؛ سبکی که، بنظر این گروه، در ایران به اندازه کافی به آن پرداخته نشده و در سطوح بین‌المللی نیز کمتر ارائه و نمایان شده‌است.
«رگ و ریشه» در واقع بیانگر اهمیت موقعیت جغرافیایی و اجتماعی در شکل‌گیری هویت و ریشه دار بودن موسیقی می‌باشد. در ارائه این سبک، عجم تلاش داشته از فرم‌های موسیقی مردم کوچه و بازار وام بگیرد؛ فرمهایی مانند نقالی یا به عبارتی دیگر موسیقی قهوه‌خانه ای، موسیقی مراسم مذهبی مانند تعزیه، موسیقی‌های ورزش‌های باستانی و زورخانه‌ای، روایت خوانی، نمایش‌های طنز و روحوضی و بسیاری از فرم‌های رایج مشاهده شده در فرهنگ عام ایرانی. هر چند سرچشمه واصل سبک «رگ و ریشه» صرفاً مختص ایران نیست و می‌تواند الگویی باشد برای تمامی کسانی که تلاش دارند فرهنگ موسیقهای ریشه‌دار هر ناحیه‌ای را گسترش و ترویج دهند، و به نوعی از هویت بومی خود در برابر نفوذ فرهنگ‌های سفارشی و تجاری پاسداری نمایند.
همان‌طور که پیشتر توضیح داده شد، سبک «رگ و ریشه» تلاشی است برای ایجاد و ثبتِ سبکی نوین در موسیقی ایرانی که از موسیقی بومی ایران ریشه می‌گیرد و آن را در قالبی امروزی ارائه می‌کند. سبک «رگ و ریشه» را می‌توان نوعی موسیقی «بومی-مردمی» نامید که از موسیقی ملی ایران، و موسیقی نواحی ایران بهره جسته‌است و از این جهت دارای عناصری است که به هویت موسیقاییِ بافت‌های مختلف جامعه نزدیک است؛ بنابراین سلیقه موسیقایی طیف گسترده‌ای از مخاطبان را شامل می‌شود.
سبک «رگ و ریشه» در تقابل و ضدیت با «جهانی شدن» نیست بلکه خط مشی ای ست برای کسانی که بر این باورند که حفاظت و صیانت از گوناگونی فرهنگ‌های غنی انسانی به سود جامعه جهانی بوده و جامعه جهانی ازآن بهره‌ها خواهد برد.

## سبک خواندن و اشعار (بحرطویل، ضربی خوانی و نوروزخوانی)
سبک خواندن و اجرا در عجم، از فرم‌های آواز بومی تأثیر فراوان گرفته که این سبک‌های رایج عموماً براساس قالب‌های شعریِ خاصی می‌باشند. به ویژه قالب بحرطویل که گروه عجم برای بیان مضامین و و پیام‌هایش در بسیاری از آثارش استفاده کرده‌است. بحرطویل عموماً با لحنی روایتی و گفتاری خوانده می‌شود و قالبی است شعری و نوعی نثر موزون در ادبیات فارسی که بر خلاف سایر قالب‌های شعر سنتی فارسی، الزامی برای داشتن ابیات و مصراع‌های مساوی در آن وجود ندارد. بحرطویل در ادبیات فارسی مترادف است با شعر عامیانه و اغلب برای بیان سخنان طنز و هزل به کار می‌رود، اما شعرهای جدیتر مانند مرثیه، اشعار مدح و ثنا، و رجزخوانی نیز با قالب بحرطویل سروده شدهاند. این قالب شعری در «تعزیه» بسیار استفاده شده و می‌شود. عجم از این قالب شعری به عنوان جایگزینی برای «رپ» استفاده می‌کند و مؤکداً بر این باور است که تفاوت‌های اساسی و بنیادین میان بحرطویل و سبک رپ وجود دارد؛ به خصوص اینکه قالب بحر طویل دارای وزن طبیعی و کاملاً منطبق با زبان فارسی است.
از نمونه‌های بکارگیری بحر طویل در آثار عجم می‌توان به بحرطویل اعجمی، بایرام، اغواگر، طیبه جان، بشکن و نوروز خوانی اشاره کرد. از فرم‌های خواندن و قالب‌های شعری که عجم از آن‌ها الهام گرفته می‌توان به ضربی خوانی و پاضربی اشاره کرد. این فرم‌ها که از فرم‌های رایج فرهنگ عام شهری می‌باشند و در اجرای مطرب‌ها نقش بسیار پررنگ دارند به ویژه در شهرهایی مانند تهران و اصفهان.
از خصایص قابل توجه ضربی خوانی و پاضربی پایه عروضی آن است که دارای یک هجای کوتاه (غیر مؤکد) و به دنبالش یک هجای بلند (مؤکد) می‌باشد. در ادبیات این پایه عروضی «وتد مجموع» نام دارد که پایه‌های ریتمیک سرزنده و مهیج را می‌سازند. لحن پاضربی و ضربی خوانی، مخلوطی‌ست از عبارات و اصطلاحات ادبی و عامیانه که پایه‌ای منظوم و هم قافیه دارند و آن را «بند» گویند و هر بند دارای طول‌های متفاوت می‌باشد.
«نوروزخوانی» واژه بسیار گسترده‌ای است که به آهنگ‌هایی گفته می‌شود که در حوالی سال نوِ ایرانی اجرا می‌شود و فرا رسیدن نوروز را اعلان می‌کنند. در این آیین سنتی، کشاورزان و روستاییانی که زندگی روزمره شان از شرایط جوّی و آب و هوای محیط تأثیر می‌پذیرد، به شهرهای مجاور سفر می‌کنند تا با خواندن ترانه‌های محلی در وصف بهار و اشعاری با مضامین عرفانی و مذهبی، آمدن بهار را شادباش بگویند و از اهالی شهر برای آوردن این خبر خوش مژدگانی و عیدی طلب می‌کنند. امین عجمی در مورد شیوه‌های مختلف نوروزخوانی در مناطق باستانی طبرستان، کومش، ری و استرآباد در کوهپایه‌های البرز و حاشیه دریای خزر مطالعات و تحقیقات میدانی انجام داده‌است و تلاش دارد که دست‌آوردهای خود رو در سبک خواندنی که در عجم به کار می‌رود استفاده کند. هر چند دسته‌بندی گونه‌های مختلف نوروزخوانی به عنوان سبک دشوار می‌نماید، اما سرزنده بودن، رندی و تیزهوشیِ نوروزخوانان از ویژگی‌هایی بودهاند که عجم در سبک اجرا و خواندن از آن تأثیر بسیار گرفته.

## فلسفهٔ عجم
"عجم" برای مردم فارسی‌زبان اسمی ست تاریخی با تعابیر و معانی گوناگون. به عبارتی، این واژه برای اقوامِ مسلمانی استفاده می‌شده که از نژادهای "غیر عرب" بودند و در زبان عربی به معنی گنگ یا لال می‌باشد. با انتخاب این اسم برای این پروژه موسیقایی، امید بر آن است که مخاطبان را با معانی گوناگون این واژه آشنا سازیم و کمی از تنگ نظری‌های موجود در رابطه با این واژه بکاهیم.
برای گروه موسیقی عجم، این نام معانی زیادی دارد که در ذیل به آن‌ها اشاره می‌شود ولی از یک منظر می‌توان گفت که عجم، یادبودی است از فراز و نشیب‌های تاریخ ایران زمین که موجبِ غنایِ تنوع و ترکیبِ قومی و فرهنگی ایران امروز شده‌است.
واژه عجم، در ادبیات فارسی نیز کاربرد بسیار داشته و شاعرانی نظیر فردوسی، سعدی، مولوی، جامی، نظامی، ابوسعید ابوالخیر، و… از واژهٔ عجم در اشعار خود استفاده کرده‌اند. همچنین، این واژه، در نامگذاری‌های جغرافیایی (عراقِ عجم- ناحیهٔ مرکزی و غرب ایران- در دوران تیموری تا قاجار)، القاب شعرا (امیر پازواری- شیخ عجم- شاعر طبری زبان دوران صفویه)، نامگذاری گوشه‌های موسیقی (بیات عجم در دستگاه راست پنجگاه)، و بسیاری موارد دیگر، مورد کاربردِ خودِ ایرانیان نیز بوده‌است. این نامگذاری، همچنین، تهنیتی ست به اقلیت‌های ایرانی الاصلِ ساکن حاشیهٔ جنوبی خلیج فارس، که خود را با افتخار «عجمی» خطاب می‌کنند.
قابل ذکر است که برای بخش بزرگی از عوامِ عرب زبانِ امروز، این واژه کاربرد توهین آمیز ندارد و در برخوردهای متعدد با عرب زبانان، مشاهده شده که اکثریت از این واژه به معنی ایرانی یا غیرعرب یاد می‌کنند و تعداد کثیری هم هیچ آشنایی ای با این واژه ندارد؛ بنابراین- درحالی که امروزه واژه عجم برای اغلب ایرانی‌ها و اعراب معنی تحقیر آمیز ندارد- تأکید بر معانی منفیِ این واژه، بیشتر از سویِ افرادی ست که مروج کینه‌توزی و دشمن ورزی هستند؛ که این امر به هیچ وجه هدف ما نبوده و نیست.
علاوه بر تعاریف قومی و جغرافیایی، واژهٔ عجم مفاهیم ادبی نیز دارد که در اشعار کلاسیک مشاهده می‌شوند. به ویژه در اشعار عطار و مولوی، «اعجمی» صفتی ست که بر شخصی گفته می‌شود که از حقیقت یا رازی آگاه است که بنابر شرایط، نمی‌تواند آن را فاش کند؛ لذا تجاهل می‌کند، یا به عبارتِ ادبی: «خویشتن را اعجمی می‌سازد». در اشعاری که در پروژهٔ عجم ارائه می‌شود، به معانی گوناگون این واژه اشاره می‌شود.
موسیقی گروه عجم، تلاشی ست برای آشنا کردنِ شنونده امروزی با روحیهٔ حماسی و هیجان انگیزِ موسیقیِ بومی ایران، در قالب‌های نوین. امید است که با استفاده از فرم‌های الهام گرفته از سبکهایِ شناخته شدهٔ روز، گوش مخاطبِ غیر ایرانی را هم به اصوات و الحانِ ایرانی عادت دهیم. پروژهٔ عجم، عرض ادبی ست به فرهنگ‌های زندهٔ بومی ایران. برخی از این فرهنگ‌ها با کشورهای همسایه مشترک هستند، و این نمونه‌ای ست از تأثیرگذاری و تأثیر پذیریِ فرهنگ ایرانی، که نشان دهندهٔ گستردگیِ مرزهای فرهنگیِ ایران نسبت به مرزهای بین‌المللی امروز می‌باشد.